# InterContinental Miami
El InterContinental Miami es un hotel en distrito financiero o downtown de Miami, Florida, Estados Unidos y pertenece a la cadena InterContinental Hotels. Situado en la bahía de Biscayne, el hotel tiene una forma de torre de 35 pisos en el borde oriental del centro de Bayfront Park. Su dirección exacta es el número 100 de la plaza Chopin. El edificio tiene 122 m (366 pies) de altura y 35 plantas, con un total de 641 habitaciones. Fue construido en 1982 y antes de que el hotel fuera propiedad de InterContinental, era conocido como Pavion Hotel. Diseñado por el famoso arquitecto Pietro Belluschi, el exterior del hotel, la puerta principal y el vestíbulo se deben al arquitecto Thomas Roszak, de Lohan Anderson + Roszak, en un proyecto de 2012. En la serie televisiva Las Chicas de Oro aparece el hotel en la carátula de apertura.

## Galería

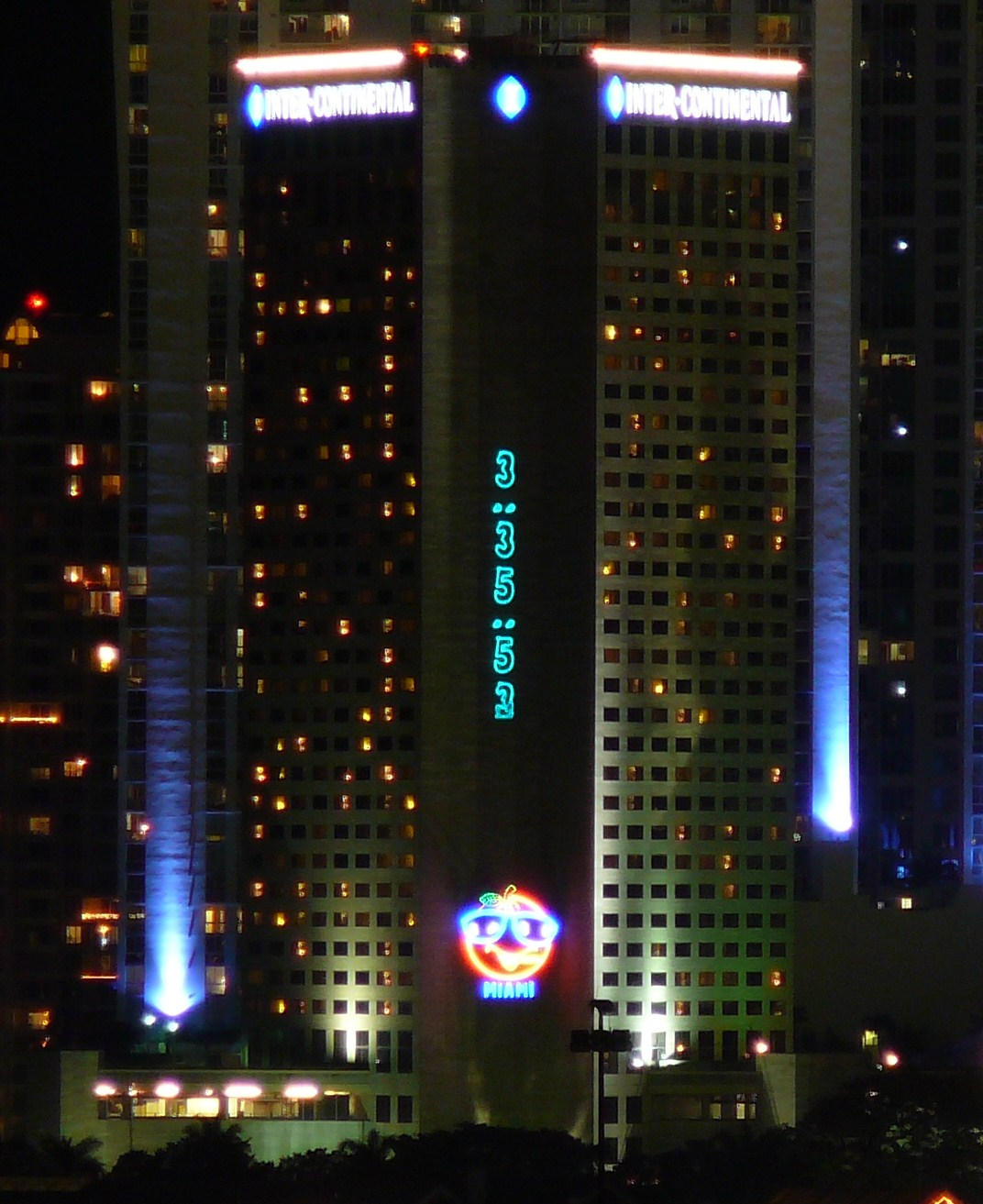
El Intercontinental Miami en Año Nuevo de 2008
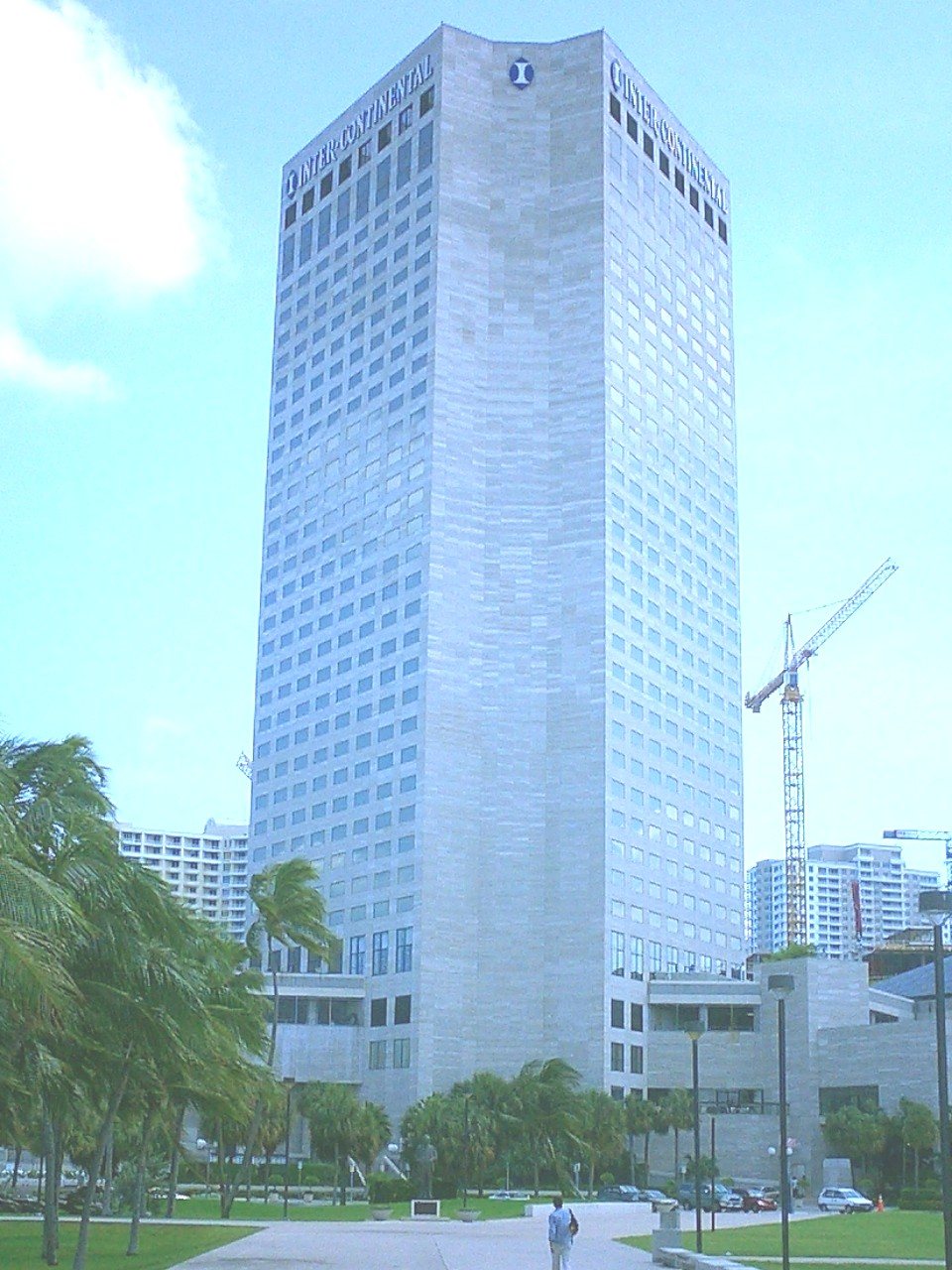
Vista frontal del Intercontinental Miami
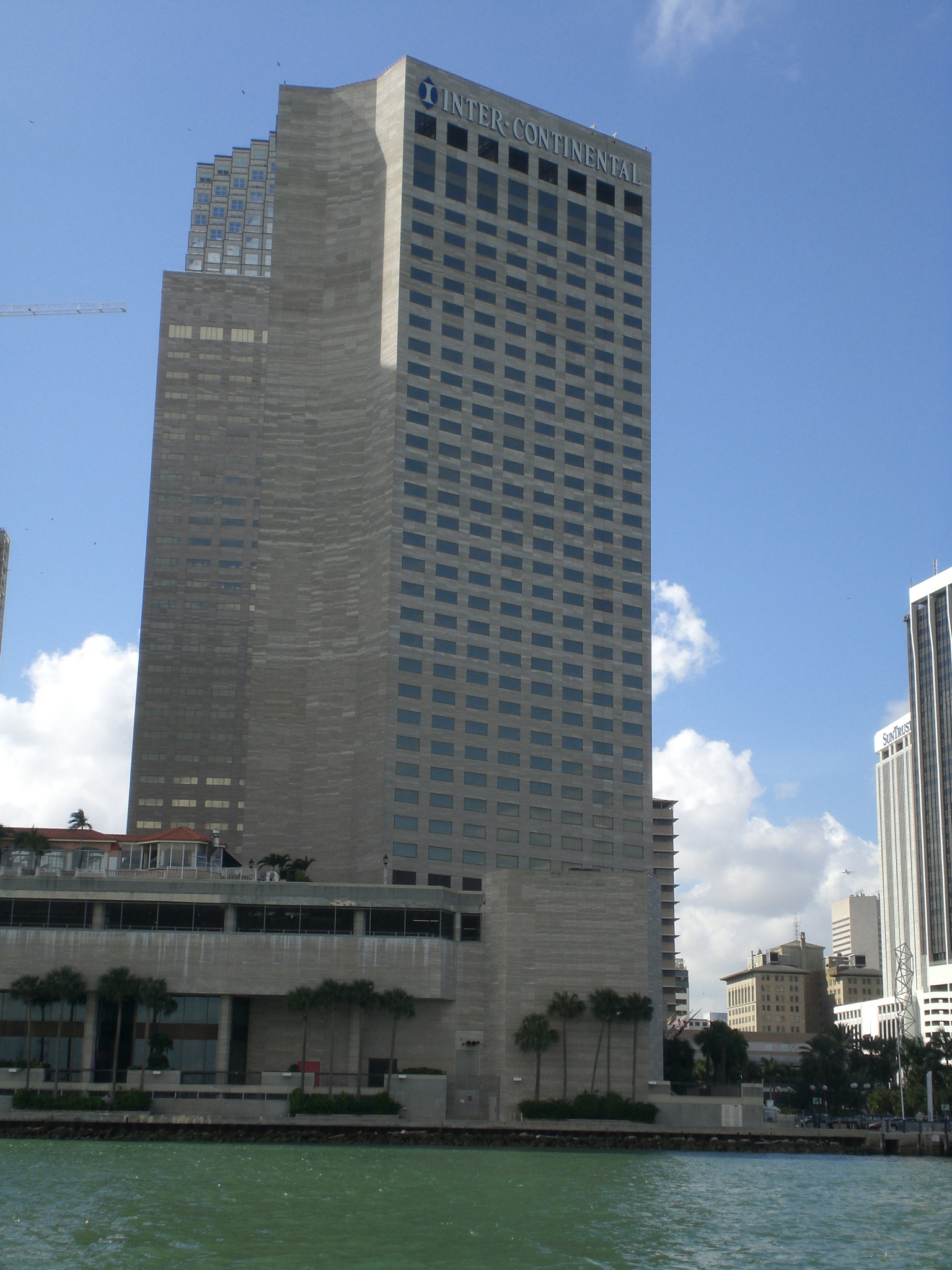
El Intercontinental a orillas de la bahía Biscayne y el río Miami en el distrito financiero de Miami (2017)